# 忠
忠，《说文解字》解释为：“敬也。从心，中声。”《玉篇》解释为：“直也。”《增韵》解释为：“内尽其心，而不欺也。”《疏》：“中心曰忠。中下从心，謂言出于心，皆有忠實也。”《六書精蘊》解释为：“竭誠也。”《傳》：“事上竭誠也。”
“忠”后来成为儒家思想的核心之一，原指为人诚恳厚道、尽心尽力，尽力做好本分的事。有忠诚无私、忠于他人、忠于国家及君主等多种含义。如“志虑忠纯”，“君使臣以礼，臣事君以忠”，“尽心于人曰忠，不欺于己曰信”。宋代以后，“忠”在一定程度上发展到成为臣民绝对服从于君主的一种片面的道德义务，認為忠是美德，是維護國家政權（君主制度）穩定的力量；並認為如果國家動盪，受苦都是老百姓。